# Predator: Forever Midnight
Predator: Forever Midnight è un romanzo del 2006 scritto da John Shirley e pubblicato dalla DH Press.
Si tratta del primo romanzo del franchise Predator a non essere un adattamento di un fumetto.

## Trama
Nell'anno 2117 il pianeta giungla Midnight è la patria di più di un migliaio di coloni, esploratori che si sono costruiti un rifugio su un nuovo mondo. Quello che essi ignorano è che il pianeta è da sempre abitato da un gruppo di Predators. Quando gli alieni attaccano una nave spaziale in arrivo e catturano i coloni per farne degli schiavi e prede per la loro caccia, i restanti coloni dovranno intraprendere contro di essi una nuova lotta per la sopravvivenza.